# Anguel Rusev
Anguel Jristov Rusev (en búlgaro: Ангел Христов Русев; 13 de julio de 2001) es un deportista búlgaro que compite en halterofilia.
Ganó una medalla de bronce en el Campeonato Mundial de Halterofilia de 2021 y seis medallas en el Campeonato Europeo de Halterofilia entre los años 2019 y 2025.

## Palmarés internacional
| Campeonato Mundial | Campeonato Mundial   | Campeonato Mundial | Campeonato Mundial |
| Año                | Lugar                | Medalla            | Categoría          |
| ------------------ | -------------------- | ------------------ | ------------------ |
| 2021               | Taskent (Uzbekistán) | Medalla de bronce  | 55 kg              |
| Campeonato Europeo |                      |                    |                    |
| Año                | Lugar                | Medalla            | Categoría          |
| 2019               | Batumi (Georgia)     | Medalla de plata   | 55 kg              |
| 2021               | Moscú (Rusia)        | Medalla de oro     | 55 kg              |
| 2022               | Tirana (Albania)     | Medalla de oro     | 55 kg              |
| 2023               | Ereván (Armenia)     | Medalla de oro     | 55 kg              |
| 2024               | Sofía (Bulgaria)     | Medalla de oro     | 55 kg              |
| 2025               | Chisináu (Moldavia)  | Medalla de oro     | 55 kg              |